# جبل السودان
جبل السودان جبل ضمن سلسلة جبال ورغة، يقع بشمال غربي الجمهورية التونسية بولاية الكاف، شمالي مدينة ساقية سيدي يوسف، حيث لا يبعد عن الشريط الحدودي مع القطر الجزائري سوى 1500 متر فقط. يبلغ ارتفاعه 980 م. 

## مواضيع ذات صلة
- جبال تونس
- ولاية الكاف